# Décès en avril 1999
Décès
- 1995
- 1996
- 1997
- 1998
- 1999
- 2000
- 2001
- 2002
- 2003

Pour une information complémentaire, voir la page d'aide.

| Date     | Nom                               | Activités                                                       | Âge      | Source |
| -------- | --------------------------------- | --------------------------------------------------------------- | -------- | ------ |
| 3 avril  | Joe Cassano                       | rappeur italien                                                 | 25       | (it)   |
| 4 avril  | Bob Peck                          | acteur britannique                                              | 53       | (en)   |
| 6 avril  | Henadz Karpenka                   | homme politique et scientifique soviétique puis bielorusse      | 49       |        |
| 6 avril  | Eleanor Searle                    | médiéviste américaine                                           | 72       |        |
| 10 avril | Brownie Mary (Mary Jane Rathburn) | Militante américaine pour le cannabis médical.                  | 76       | (en)   |
| 10 avril | Prince Fatafehi Tuʻipelehake      | premier ministre des Tonga de 1965 à 1991                       | 77       |        |
| 10 avril | Louba Guertchikoff                | Actrice française.                                              | 79       | (fr)   |
| 10 avril | John Ngu Foncha                   | homme politique camerounais                                     | 82       |        |
| 13 avril | Sheik Chinna Moulana              | musicien indien                                                 | 74       | (en)   |
| 14 avril | Anthony Newley                    | parolier, chanteur et acteur britannico-américain               | 67       |        |
| 14 avril | Alain Pedrono                     | peintre français                                                | 48       |        |
| 14 avril | Roy Chiao                         | acteur hongkongais                                              | 72       |        |
| 15 avril | Thérèse Tardif                    | écrivaine canadienne                                            | 87       |        |
| 16 avril | Regis Cordic                      | Acteur américain                                                | 72       |        |
| 17 avril | Constantin Belinsky               | affichiste, peintre et sculpteur français d'origine ukrainienne | 95       |        |
| 17 avril | Ralph Messac                      | journaliste et avocat français                                  | 74       |        |
| 18 avril | Setsuko Migishi                   | peintre japonaise                                               | 94       | (en)   |
| 19 avril | Ragip Jashari                     | homme politique kosovar                                         | 37       |        |
| 19 avril | Yoko Tani                         | actrice française.                                              | 70       | (fr)   |
| 20 avril | Richard Erwin Rood                | catcheur plus connu sous le nom de "Ravishing Rick Rude"        | 40       |        |
| 22 avril | Roger Rio                         | footballeur international français.                             | 86       |        |
| 22 avril | Apostolos Nikolaidis              | chanteur grec                                                   | 60       | (en)   |
| 22 avril | Joseph de Graft Johnson           | ingénieur, universitaire et homme politique ghanéen             | 65       | (en)   |
| 28 avril | Rory Calhoun                      | acteur, producteur et scénariste américain                      | 76       |        |
| 28 avril | Sir Alf Ramsey                    | footballeur anglais                                             | 79       |        |
| 28 avril | Donald E. Stewart                 | scénariste américain.                                           | 69       | (en)   |
| 29 avril | Faustin Birindwa                  | homme politique congolais                                       | 55 ou 56 |        |
| 29 avril | Jean Thiercelin                   | poète, peintre et dessinateur surréaliste français.             | 72       |        |